# 1600-1609
De jaren 1600-1609 (van de christelijke jaartelling) zijn een decennium in de 17e eeuw.

## Belangrijke gebeurtenissen

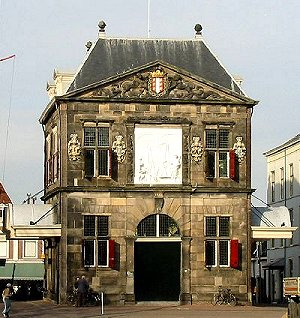
Waag te Gouda
Gebouwd door Pieter Post (1608-1669)

### Natuurfenomenen
- 1600 : Huaynaputina vulkaanuitbarsting
- 1601-1602 : Jaar zonder zomer.

### Wereldhandel en kolonies
- 1600 : Oprichting van de Engelse Oost-Indische Compagnie.
- 1601 : Voor de oprichting van de Vereenigde Oostindische Compagnie heb je verschillende losstaande handelscompagnieën. Een van die compagnieën, de Magelhaensche Compagnie, bereikt met zijn galjoen, De Liefde, Japan. Kapitein Jacob Quaeckernaeck en zijn bemanning worden vier jaar vastgehouden. Een andere compagnie, de Compagnie van De Moucheron, is de eerste Nederlandse compagnie die op Ceylon landt.
- 1602 : De Oude Compagnie fuseert met de Brabantsche Compagnie tot Verenigde Amsterdamse Compagnie en vervolgens wordt de Vereenigde Oostindische Compagnie opgericht. Verschillende factorijen worden gesticht.
- 1603 : De Portugese kraak Santa Catarina wordt door admiraal Jacob van Heemskerk in de Straat Malakka in beslag genomen. Het schip is beladen met zijde en 100.000 stuks porselein. De Portugezen eisen de buit terug, het begin van de Nederlands-Portugese Oorlog.
- 1604 : De VOC knoopt betrekkingen aan met het koninkrijk Ayutthaya in Thailand.
- 1605 : Nederlands Voor-Indië. De VOC vestigt zich op de Kust van Coromandel.
- 1605-1606 : Zonder het te beseffen vaart Willem Janszoon tot Kaap York-schiereiland (Australië).
- Begin kolonisatie van Noord-Amerika: De Britten stichten Jamestown in Noord-Amerika en de Fransen Port Royal.
- 1609 : De VOC krijgt toestemming om een handelspost te openen in Hirado bij Nagasaki, Jacques Specx wordt het eerste opperhoofd in Japan.
- 1609 : VOC op de Banda-eilanden.

### Nederlanden
- 1601-1604 : Beleg van Oostende. Ambrogio Spinola komt met 9000 man aan in de Nederlanden. Koning Filips III redt daarmee het bewind van landvoogd Albrecht van Oostenrijk. Spinola wordt vrijwel direct benoemd tot opperbevelhebber van het leger van de Zuidelijke Nederlanden. Hij is vooral bekend en berucht om zijn belegering van Oostende. In 1604 verovert hij de stad.
- In Breda breekt in 1603 de pest uit. Er vallen 1823 doden. In 1604-1605 sterft de bevolking van oudenbosch vrijwel uit als gevolg van de pest.
- 1604 : Engeland sluit vrede met Spanje, de Republiek komt er alleen voor te staan.
- 1605-1606 : Spinola's veldtocht.
- 1607 : Staakt-het-vuren, er vinden gesprekken plaats tussen de Spaanse bevelhebber Spinola en raadspensionaris Johan van Oldenbarneveldt.
- 1609 : Twaalfjarig Bestand. Twaalf jaar wapenstilstand.

### Heilig Roomse Rijk
- 1601 : Michaël de Dappere, heerser van Walachije, Transsylvanië en Moldavië wordt vermoord, zijn plaats wordt ingenomen door Giorgio Basta, generaal in dienst van keizer Rudolf II.
- 1606 : Verdrag van Wenen. Rudolf erkent István Bocskai als prins van Transsylvanië.
- Keurvorst Frederik IV van de Palts begint in 1606 met de bouw van de stad Mannheim.
- 1606 : Vrede van Zsitvatorok maakt een einde aan de Vijftienjarige Oorlog met de Ottomanen.
- 1608 : Vrede van Libeň. Matthias, de broer van Rudolf, wordt erkent als Aartshertog van Oostenrijk.
- 1609 : Hertog Johan Willem van Kleef sterft kinderloos, het begin van de Gulik-Kleefse Successieoorlog.

### Engeland
- 1603 : Verdrag van Mellifont maakt een einde aan de Negenjarige Oorlog met Ierland.
- 1604 : Verdrag van Londen maakt een eind aan de Spaans-Engelse Oorlog (1585-1604).
- 1605 : Buskruitverraad. Een poging om de protestantse leiders uit te schakelen.

### Rusland
- 1601-1603 : Russische hongersnood. Naar schatting sterft een derde van de bevolking.
- 1604 : Tijd der Troebelen. Een man beweert de zoon van Ivan de Verschrikkelijke te zijn en krijgt de bevolking op zijn hand.
- 1605 : Tsaar Boris Godoenov sterft, het begin van de Pools-Russische Oorlog (1605-1618).

### Azië
- Frater Bento de Goes gaat vanaf 1602 op verzoek van Matteo Ricci, hoofd van de missie van de jezuïeten in China, op zoek  naar Cathay, een mysterieus land dat door Marco Polo is beschreven en door Christoffel Colombus is gezocht.
- In Japan begint in 1603 de Edoperiode.

### Godsdienst
- Vanaf 1602 wordt door Johannes Piscator de eerste Bijbelvertaling van de hervormden gepubliceerd. Deze vertaling heeft een grote invloed op het christelijke leven in de hervormde gemeenten in Duitsland, Nederland, Zwitserland en de Verenigde Staten.
- In 1604 ontstaat een meningsverschil tussen de calvinistische Leidse theologen Arminius en Gomarus. Volgens de eerste kan de mens door zijn levenswandel bijdragen aan zijn zaligheid, terwijl voor de tweede alles is voorbeschikt. Het conflict laait hoog op en steeds meer mensen worden gedwongen partij te kiezen.
- In 1601 arriveert de Italiaanse jezuïet Matteo Ricci in Peking, waar hij met toestemming van keizer Wanli een missiepost sticht. In 1610 wordt hij vermoord.
- Hollandse steden met veel joodse vluchtelingen stellen een "jodenreglement" op, met regels waaraan de vreemdelingen zich dienen te behouden. Alkmaar (1604), Haarlem (1605) en Rotterdam (1610) bepalen, dat joden geen christenen mogen bekeren, en dat gemengde huwelijken uit den boze zijn.

### Wetenschap
- Tot de vroegste openbare bibliotheken van Europa behoren de Bodleian Library te Oxford (1602), de Biblioteca Angelica te Rome (1604) en de Biblioteca Ambrosiana te Milaan (1609).
- In 1604 publiceert Johannes Kepler zijn  Astronomia pars Optica, over atmosferische lichtbreking, lenzen en de werking van het oog. In 1609 publiceert hij de eerste wet van Kepler
- In 1604 neemt Keppler een stella nova waar, de laatste keer dat dit met het blote oog gebeurt. Rond 1608 komen de Middelburgse lenzenslijpers Hans Lippershey en Sacharias Jansen met de uitvinding van de telescoop. De Engelsman Thomas Harriot richt datzelfde jaar als eerste zijn telescoop op de maan, maar Galileo Galilei bestudeert als eerste de maan uitvoerig. Hij ontdekt ook de vier manen (zie Galileïsche manen) van Jupiter.

## Kunst en cultuur

### Stijlperiode
- Barok.